# العلاج الطبيعي لقاع الحوض
العلاج الطبيعي لقاع الحوض (اختصارًا PFPT) هو تخصص من مجالات العلاج الطبيعي يهتم بتأهيل عضلات قاع الحوض بعد الإصابات أو الاختلالات الوظيفية مثل ضعف العضلات أو الشدود العضلية بعد الولادة، عسر الجماع، التشنج المهبلي،  متلازمة ألم الفرج، و الإمساك، سلس البراز أو السلس البولي وكذلك تدلي المهبل والعجز الجنسي. غالباً ما يرتبط العلاج الطبيعي لقاع الحوض بصحة المرأة بسب شيوع المشاكل في قاع الحوض بعد الولادة.